# Major Anya Amasova
Major Anya Amasova is een personage uit de James Bondfilm The Spy Who Loved Me (1977), gespeeld door actrice Barbara Bach.
Anya is werkzaam bij de KGB als agent xxx (Triple X), onder leiding van generaal Gogol. De inlichtingendiensten van Engeland en Rusland slaan de handen ineen om de wereld voor een catastrofe te behoeden. Samen met James Bond wordt Anya op het spoor gezet van scheepsmagnaat Stromberg die een wereldvernietigend plan heeft bedacht. Aan Bond en Anya de taak hem tijdig te stoppen. Ze worden al snel concurrenten en moeten allebei een microfilm opsporen. Daarbij komen ze in Egypte en vechten er tegen Jaws. Bond en Amasova weten te ontkomen en later verdooft Amasova Bond en krijgt zij de microfilm. Omdat MI6 en de KGB hebben besloten samen te werken, worden Bond en Amasova naar Sardinië gestuurd. Wanneer Bond en Amasova per trein reizen, redt Bond het leven van Amasova.
In Sardinië doen ze zich voor als een zeeonderzoeker en zijn vrouw om naar Atlantis, het hoofdkwartier van Stromberg, te komen. Daarna worden ze achterna gezeten maar Bond en Amasova overleven het.
De relatie tussen Bond en Anya wordt danig onder druk gezet door de moord die Bond aan het begin van het verhaal heeft gepleegd. Nadat 007 in een hinderlaag was gelokt in het Oostenrijkse Berngarten, weet hij te ontsnappen door zijn belager te doden. En laat deze KGB-agent nu net Anya's verloofde Sergei Barsov zijn. Wanneer Anya erachter komt dat Bond Barsovs dood op zijn geweten heeft, zweert zij hem te doden als hun gezamenlijke missie is voltooid.
Met een schip komen ze in de Liparus terecht, de tanker van Stromberg die onderzeeërs kan opnemen. Wanneer ze zijn opgeslokt vertelt Stromberg hun zijn plan en gaat er daarna met Amasova vandoor. Als even later de Liparus vernietigd is, Stromberg vermoord is en Jaws verslagen is, redt Bond Amasova en ontsnappen ze in een reddingscapsule. Amasova herinnert Bond eraan dat ze hem zou neerschieten. Ze pakt zijn pistool en schiet in een fles. Als Bonds laatste wens blijkt te zijn: "Zullen we die natte kleren uittrekken" gaan ze met elkaar naar bed. Daar worden ze door hun superieuren in bed betrapt.